# Sony Xperia XZ Premium
Sony Xperia XZ Premium — це смартфон на базі Android, який продавався та вироблявся Sony Mobile. Пристрій, що є частиною серії Xperia X, був анонсованій громадськості разом із Xperia XZs на прес-конференції, що відбулася на щорічній виставці Mobile World Congress, 27 лютого 2017 року. Він є духовним наступником Xperia Z5 Premium і був останнім флагманом Sony після Xperia XZ і до Sony Xperia XZ2. Основні характеристики пристрою включають дисплей з надвисокою роздільною здатністю 4K HDR і його здатність знімати надповільне відео зі швидкістю 960 кадрів в секунду.
Попередні замовлення на Xperia XZ Premium стартували в Європі 22 травня 2017 року. Пристрій надійшов у продаж у Великій Британії 2 червня 2017 року, а в США — 19 червня 2017 року. В Україні за попередньою інформацією, яка стала доступна під час передзамовлення, смартфон можна було придбати за 23 999 ₴, а старт продаж мав початися 10 липня.

## Дизайн
Xperia XZ Premium має удосконалений дизайн «Loop Surface» від Xperia XZ, названий «Glass Loop Surface». Він складається з нейлонової бічної рамки, металевих верхніх і нижніх країв, які разом складають корпус телефону, і стійких до подряпин передньої та задньої скляних панелей, виготовлених із Gorilla Glass 5 від Corning. Верхня та нижня частини шасі плоскі та вирізані по краю, щоб утворити відбивну грань. Найбільш визначальною зміною в XZ Premium, а також у майбутньому XZ1, є розміщення датчиків зображення на задній панелі. Тепер він розташований поперек об’єктива камери й трохи зміщений від центру, на відміну від розміщення поздовжньо під об’єктивом, як на XZ. Антена NFC знаходиться в центральній частині задньої скляної панелі, трохи нижче надпис «XPERIA». Передня частина телефону складається з подвійних фронтальних стереодинаміків, один на верхній панелі, а інший на нижній панелі, а також 13-мегапіксельної фронтальної камери, датчика зовнішнього освітлення, датчика наближення та індикатора сповіщень.
Розміри Xperia XZ Premium становлять 156 мм у висоту, з шириною 77 мм і товщиною 7,9 мм і вагою приблизно 195 г. Він має ступінь захисту IP68, що робить його пилонепроникним і водостійким на глибині понад 1,5 метра та 30 хвилин під водою. Пристрій також оснащений датчиком відбитків пальців, вбудованим у кнопку живлення, який можна використовувати для розблокування телефону та захисту від несанкціонованого доступу. Однак ця функція вимкнена на пристроях, що продавались в США.

## Апаратне забезпечення
Xperia XZ Premium — це другий телефон із дисплеєм 4K (2160p), перший — Xperia Z5 Premium. Але на відміну від останнього, Xperia XZ Premium має дисплей 4K HDR, що робить його першим смартфоном з таким дисплеєм. Він сумісний з HDR10, але не підтримує Dolby Vision. IPS LCD-екран 5,5 дюйма (140 мм) має щільність пікселів 806 ppi при відтворенні в роздільній здатності 4K і оснащений дисплеєм Sony TRILUMINOS і технологією X-Reality for mobile. 
Він оснащений процесором Qualcomm Snapdragon 835 (MSM8998), побудованим за 10-нм техпроцесом з 8 процесорами Kryo 280 (4x 2,45 ГГц і 4x 1,9 ГГц), 4 ГБ оперативної пам’яті LPDDR4X і використовує графічний процесор Adreno 540. Пристрій також має внутрішню пам’ять об’ємом 64 ГБ і поставляється у версіях з однією та двома SIM-картами, причому обидві з підтримкою LTE Cat. 16 з 3x агрегацією носіїв, конструкцією антени MIMO 4x4 і загалом 8 антен. Він також має карту microSD об’ємом до 512 ГБ (у гібридному слоті для варіанту з подвійною SIM-карткою).

### Камера
У XZ Premium і XZs дебютував, перший у світі тришаровий сенсор зображення із стекуванням пам'яті DRAM для смартфонів. Датчик, відомий як Sony IMX400, має чип оперативної пам’яті, затиснутий між шарами датчика та керуючої схеми, який служить великим і швидким буфером, куди датчик може тимчасово вивантажити значну кількість захоплених даних, перш ніж передавати їх у внутрішню пам’ять телефону, для обробки. Це дозволяє камері записувати надповільне відео зі швидкістю 960 кадрів в секунду і стабільною роздільною здатністю 720p. Запис у надповільній зйомці лише 0,18 секунди на буфер через обмеження. 
Офіційно названа Motion Eye в Xperia XZ Premium містить 19 Мп 1/2,3-дюймовий сенсор Exmor RS for mobile з кроком пікселів 1,22 мкм, діафрагмою f/2,0 і G-об’єктивом шириною 25 мм. Він також оснащений записом відео 4K HDR, першим для Sony, який підтримує стабілізацію відео SteadyShot поряд зі стандартними 1080p/30 кадрів/с, високошвидкісною 1080p/60 кадрів/с і 120 кадрів/с у варіанті 720p. Фронтальна селфі-камера має 13-мегапіксельний сенсор (1/3,06") з об'єктивом 22 мм, f/2,0, ширококутний об'єктив 90 градусів, такий же, як Xperia XZ, але тепер має SteadyShot з інтелектуальним активним режимом (5-осьова стабілізація), як і на XZ.

#### Технологія Triple Image Sensing
Також в смартфоні як стандарт, вперше представлена технологія Triple Image Sensing. Він складається з систем розпізнавання зображення (КМОН-сенсор з PDAF), датчика відстані (лазерний датчик автофокусування) і датчика кольору (RGBC-IR), а також гібридного автофокусу, який використовує фазове виявлення (PDAF) для фіксації фокусу на об’єкті протягом 0,03 секунди, а також включає виявлення фази та контрасту разом із прогнозованим відстеженням руху. Він також має лазерний датчик автофокусування для швидкого відстеження та фіксації фокусування на об’єкті, а також датчик кольору RGBC-IR (RedGreenBlueClear-InfraRed), який допомагає функціонувати баланс білого камери, надаючи додаткові дані про умови освітлення навколишнього середовища для камери. Він також має SteadyShot з Intelligent Auto на додаток до п’ятиосьової стабілізації зображення за допомогою рухомої матриці. 
Камера Motion Eye в Xperia XZ також має ще одну нову функцію Predictive Capture. Коли камера виявляє швидкий рух, камера автоматично робить максимум чотири фотографії до натискання кнопки спуску затвора, а потім дозволяє користувачеві вибрати найкращу. Це робиться без будь-якого втручання користувача і стає можливим завдяки тому ж вбудованому чипу оперативної пам’яті на сенсорі зображення, який використовується для зйомки суперповільних відео з частотою 960 кадрів в секунду.
У листопаді 2017 року, після отримання критики користувачів, було випущено оновлення програмного забезпечення, де в меню функцій камери появилася «Виправлення спотворення зображення».
Камера отримала оцінку в DxOMark 83 балів.

### Батарея
Xperia XZ Premium живиться від незнімного акумулятора ємністю 3230 мА·г. Заряджання та передача даних здійснюється через порт USB-C з підтримкою USB 3.1. Він також має вбудовану технологію адаптивної зарядки Qualcomm QuickCharge 3.0 і вбудовану технологію адаптивної зарядки Qnovo. Це дозволяє пристрою контролювати електрохімічні процеси в елементі в режимі реального часу і відповідно коригувати параметри зарядки, щоб мінімізувати пошкодження елемента і продовжити термін служби акумулятора.

#### Battery Care
Xperia XZ Premium також оснащений Battery Care, власним алгоритмом зарядки Sony, який керує процесом заряджання телефону за допомогою машинного навчання. Він розпізнає звички користувача щодо заряджання протягом певного періоду та автоматично підлаштовується під схему, наприклад, заряд протягом ночі, зупиняючи початкову зарядку приблизно до 80-90 відсотків, а потім продовжуючи її до повного завершення з того місця, де вона зупинилася наступного дня. Це ефективно запобігає непотрібному пошкодженню елементів батареї від надмірного тепла та струму через перезаряд, що ще більше збільшує термін служби батареї.

### Аудіо та інтерфейси
Xperia XZ Premium має стандартний аудіороз'єму 3,5 мм для підключення дротових навушників, незважаючи на тенденції відмови, вперше появившись у iPhone 7. Паралельно, було покращено бездротове підключення аудіо разом із LDAC, технологією кодування аудіо, розробленою власноруч компанією Sony, що дозволяє передавати 24-розрядні файли, аудіовміст високої роздільної здатності/96 кГц (Hi-Res) через Bluetooth зі швидкістю до 990 кбіт/с, що втричі швидше, ніж звичайні кодеки потокового аудіо, на сумісні аудіопристрої.
Інші варіанти підключення включають Bluetooth 5 з aptX і Low Energy, NFC, дводіапазонний Wi-Fi a/b/g/n/ac, з 2x2 MIMO антенами, Wi-Fi Direct, MirrorLink, трансляція екрана через Miracast і Google Cast, DLNA, DLNA, GPS (з A-GPS), GLONASS, Бейдоу і Галілео. Xperia XZ Premium не має FM-радіо.

## Програмне забезпечення
Sony Xperia XZ Premium випущено з Android 7.1.1 «Nougat» разом із режимами економії заряду акумулятора Smart Stamina та власними мультимедійними додатками Sony. Android 8.0 «Oreo» почав випускатися в кінці жовтня 2017 року. Android 9.0 «Pie» був випущений для XZ Premium у лютому 2019 року.

## Варіанти
| Модель              | Діапазони | Регіони                                                                                         | Примітки |
| ------------------- | --- | ----------------------------------------------------------------------------------------------- | -------- |
| G8141 (одна SIM)    | GSM: 850, 900, 1800, 1900 МГц UMTS: 800, 850, 900, 1700/2100 (AWS), 1900, 2100 МГц LTE: діапазони 1, 2, 3, 4, 5, 7, 8, 12, 13, 17, 19, 20, 26, 28, 29, 32, 38, 39, 40, 41 | Європа (крім СНД), Північна Америка (крім США), Океанія, Південна Америка, Vodacom South Africa | [ 24 ]   |
| G8142 (два SIM)     | GSM: 850, 900, 1800, 1900 МГц UMTS: 800, 850, 900, 1700/2100 (AWS), 1900, 2100 МГц LTE: діапазони 1, 2, 3, 4, 5, 7, 8, 12, 13, 17, 19, 20, 26, 28, 29, 32, 38, 39, 40, 41 | Африка, Азія (за межами Японії), Європа (включаючи СНД), Близький Схід, США (розблокований)     | [ 25 ]   |
| G8188 (одна SIM)    | GSM: 850, 900, 1800, 1900 МГц UMTS: 800, 850, 900, 1900, 2100 МГц LTE: діапазони 1, 2, 3, 4, 5, 7, 12, 13, 17, 19, 21, 28, 38, 39, 40, 41, 42                             | Японія (розблокована модель Nuro mobile MVNO)                                                   | [ 26 ]   |
| SO-04J (Single SIM) | GSM: 850, 900, 1800, 1900 МГц UMTS: 800, 850, 900, 1900, 2100 МГц LTE: діапазони 1, 2, 3, 4, 5, 7, 12, 13, 17, 19, 21, 28, 38, 39, 40, 41, 42                             | Японія (модель оператора NTT DoCoMo)                                                            | [ 27 ]   |